# Андреев, Никита Евгеньевич
Никита Евгеньевич Андреев (род. 22 сентября 1988[…], Нарва) — российский футболист, нападающий; тренер.

## Карьера

### Клубная
Занимался футболом с 8 лет в нарвских клубах «Паэмурру» и «Транс». Первый тренер — Азат Зиязов. В 16 лет начал выступать на взрослом уровне за таллинский клуб «Аякс Ласнамяэ», в первом же сезоне в 2005 году стал лучшим снайпером первой лиги Эстонии с 29 голами и третьим призёром турнира. С 2006 года выступал в высшей лиге Эстонии за «Левадию», трижды подряд становился чемпионом страны. В споре бомбардиров в 2006 году стал девятым (17 голов), в 2008 году — вторым (22 гола), в 2009 году несмотря на то, что не доиграл сезон до конца, стал третьим (17 голов).
В межсезонье 2006/07 находился на просмотре в московском ЦСКА, выступал за него на кубке Содружества.
Летом 2009 года подписал контракт по схеме «3+4» с испанским клубом «Альмерия», но играл только за резервную команду.
В 2012 году перешёл в «Тюмень», в течение двух лет выступал во втором дивизионе России. 21 января 2014 года подписал контракт с саратовским «Соколом», с этим клубом стал победителем зонального турнира ПФЛ сезона 2013/14 и на старте следующего сезона сыграл 5 матчей и забил один гол в ФНЛ.
27 августа 2014 года стал игроком «Тамбова». Победитель зонального турнира ПФЛ 2015/16. Осенью 2016 года сыграл только 4 матча в ФНЛ и зимой покинул клуб.
В феврале 2017 года вернулся в таллинскую «Левадию». Уже через год, 31 марта 2018 года, забил свой 100-й мяч на высшем уровне, что позволило ему войти в символический клуб имени Олега Протасова. Трижды подряд становился серебряным призёром чемпионата. В 2017 году — десятый бомбардир чемпионата (11 голов), в 2019 году — второй бомбардир (13 голов).
После недолгого выступления в четвёртом дивизионе Испании провёл два неполных сезона в таллинском «Легионе».
7 августа 2021 года объявил о завершении карьеры игрока.
Всего в высшем дивизионе Эстонии сыграл 204 матча и забил 117 голов. В других странах не играл в высших дивизионах.

### Тренерская
7 августа 2021 года стал помощником тренера в таллинском клубе «Левадия». С 28 апреля 2023 года возглавил футбольный клуб «Нымме Калью», где до этого с начала апреля работал помощником тренера.
16 декабря 2024 года получил тренерскую лицензию UEFA PRO.

### В сборной
В 2006—2007 годах вызывался в юношескую сборную России. В её составе участвовал в юношеском чемпионате Европы по футболу (до 19 лет), проходившем в Австрии.

## Достижения
- Чемпион Эстонии: 2006, 2007, 2008
- Серебряный призёр чемпионата Эстонии: 2017, 2018, 2019
- Обладатель Кубка Эстонии: 2006/07, 2017/18
- Обладатель Суперкубка Эстонии: 2018
- Победитель первенства ПФЛ (зона «Центр»): 2013/14, 2015/16
- Член Клуба имени Олега Протасова — 120 голов[13].

### Тренера
- Серебряный призёр чемпионата Эстонии (1): 2024
- Обладатель Кубка Эстонии (1): 2024/25
- Финалист Суперкубка Эстонии (1): 2025